# Piotr Miklis
Piotr Otto Miklis (ur. 16 października 1966 w Kamiennej Górze) – polski urzędnik państwowy, od 2023 wiceprezes Najwyższej Izby Kontroli.

## Życiorys
Syn Ottona i Barbary. Absolwent historii na Uniwersytecie Jagiellońskim i Krajowej Szkoły Administracji Publicznej (1996, IV promocja Sapere Aude). Kształcił się podyplomowo w zakresie zarządzania w ochronie zdrowia, audytu wewnętrznego i kontroli finansowej oraz na studiach menedżerskich. Od początku kariery zawodowej związany z Najwyższą Izby Kontroli, przeszedł szczeble awansu zawodowego od specjalisty kontroli państwowej i doradcę ekonomicznego. Następnie był wicedyrektorem jednej z delegatur NIK, a następnie dyrektorem delegatur we Wrocławiu (2010–2013) oraz Katowicach (2013–2023). Od 2013 do 2016 wchodził w skład Kolegium Najwyższej Izby Kontroli. 22 grudnia 2023 objął stanowisko wiceprezesa tej instytucji.

## Odznaczenia
W 2004 odznaczony Srebrnym Krzyżem Zasługi.